# Oulu (Wisconsin)
Oulu è un comune degli Stati Uniti, situato in Wisconsin e in particolare nella Contea di Bayfield.